# Монастырь Ковиль
Монастырь Ковиль (серб. Манастир Ковиљ или Монастырь Святых Архангелов серб. Манастир Светих Архангела у Ковиљу) — православный мужской монастырь Бачской епархии Сербской православной церкви, расположенный близ деревни Ковиль в провинции Воеводина региона Бачка в Сербии.

## История

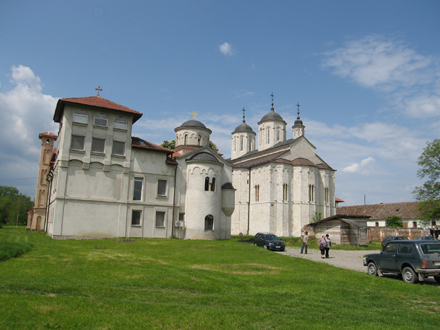

По преданию, монастырь основан в первой четверти XIII века святым Саввой Сербским. После периода запустения обитель была возобновлена в 1705—1707 годах.
1990-е годы монастырь вернул себе 300 гектаров пахотных земель и 700 гектаров леса, реквизированных в период коммунистического правительства СФРЮ. Благодаря сельхозугодьям, монастырь производит мёд, а также ежегодно до 50 тысяч литров бренди из айвы, сливы и орехов.
В монастыре приняли монашество многие сербские иерархи и священностужители — Даниил (Влахович), Иоанн (Раич), Лукиан (Владулов), Фотий (Сладоевич), Иероним (Мочевич), Иларион (Зеремский) и другие.

## Настоятели
- Порфирий (Перич) (6 октября 1990 — 13 июня 1999)